# Hymenolobus
Hymenolobus es un género de plantas de la familia Brassicaceae. Tiene nueve especies. 
Es considerado un sinónimo del género Hornungia Rchb.

## Especies seleccionadas
- Hymenolobus alatus
- Hymenolobus divaricatus
- Hymenolobus erectus
- Hymenolobus pauciflorus
- Hymenolobus perpusillus
- Hymenolobus procumbens
- Hymenolobus pubens
- Hymenolobus puberulus
- Hymenolobus revelieri